# Helena Ottawowa
Helena Ottawowa (ur. 16 lutego 1874 we Lwowie, zm. 16 sierpnia 1948 w Krakowie) – polska pianistka, pedagog muzyczna.

## Życiorys
Ormianka po matce Katarzynie z Wartanowiczów, urodziła się 16 lutego 1874 we Lwowie. Studiowała w lwowskiej szkole muzycznej Ludwika Marka, następnie w Konserwatorium Lwowskim pod kierunkiem Henryka Melcera, które ukończyła w 1898 uzyskując najwyższe odznaczenie tej uczelni oraz u Zygmunta Stojowskiego w Paryżu. Założyła i od 1902 do 1914 prowadziła prywatną szkołę muzyczną we Lwowie, pod nazwą Instytut Muzyczny Heleny Ottawowej, gwarantującą wysoki poziom nauczania. Jej absolwentką była m.in. Jadwiga Szajna-Lewandowska. W okresie II Rzeczypospolitej od 1921 do 1939 była profesorem fortepianu w Konserwatorium Polskiego Towarzystwa Muzycznego we Lwowie. Jako solistka występowała w koncertach PTM. Podczas II wojny światowej zajmowała się nauczaniem, a także dawała koncerty w warunkach konspiracji.
Po wojnie w 1945 została profesorem Państwowej Wyższej Szkoły Muzycznej w Krakowie. Wśród jej wychowanków byli Tadeusz Sygietyński, Stanisław Skrowaczewski, Jadwiga Szajna-Lewandowska.
Uchwałą Prezydium Krajowej Rady Narodowej z 4 czerwca 1946 została odznaczona Złotym Krzyżem Zasługi na wniosek Ministra Kultury za szczególne zasługi w pracy artystycznej i pedagogicznej.
Zmarła 16 sierpnia 1948 w Krakowie w wieku 74 lat.

Obraz pt. Hołd pasterzy betlejemskich J.H. Rosena

Wizerunek Heleny Ottawowej został wykorzystany przez malarza Jana Henryka Rosena celem przedstawienia św. Małgorzaty w katedrze ormiańskiej we Lwowie. W 1987 ukazała się książka pt. Lwy spod ratusza słuchają muzyki. Wspomnienia o Helenie Ottawowej, autorstwa Zofii Ottawy-Rogalskiej, córki pianistki.